# Erdal Aylanç
Erdal Aylanç (25 de diciembre de 1981) es un deportista alemán de origen turco que compitió en taekwondo. Ganó una medalla de bronce en el Campeonato Mundial de Taekwondo de 2003 y dos medallas de bronce en el Campeonato Europeo de Taekwondo, en los años 2002 y 2004.

## Palmarés internacional
| Campeonato Mundial | Campeonato Mundial                | Campeonato Mundial | Campeonato Mundial |
| Año                | Lugar                             | Medalla            | Categoría          |
| ------------------ | --------------------------------- | ------------------ | ------------------ |
| 2003               | Garmisch-Partenkirchen (Alemania) | Medalla de bronce  | –67 kg             |
| Campeonato Europeo |                                   |                    |                    |
| Año                | Lugar                             | Medalla            | Categoría          |
| 2002               | Samsun (Turquía)                  | Medalla de bronce  | –62 kg             |
| 2004               | Lillehammer (Noruega)             | Medalla de bronce  | –67 kg             |